# 2006 QT180
2006 QT180, também escrito como 2006 QT180, é um objeto transnetuniano que está localizado no cinturão de Kuiper, uma região do Sistema Solar. Ele possui uma magnitude absoluta de 6,1 e tem cerca de 265 km de diâmetro. O astrônomo Mike Brown lista este corpo celeste em sua página na internet como um candidato a possível planeta anão.

## Descoberta
2006 QT180 foi descoberto no dia 21 de agosto de 2006.

## Órbita
A órbita de 2006 QT180 tem uma excentricidade de 0,015 e possui um semieixo maior de 37,611 UA. O seu periélio leva o mesmo a uma distância de 37,052 UA em relação ao Sol e seu afélio a 38,170 UA.